# Sutton Foster
Sutton Lenore Foster (Statesboro, 18 de març de 1975) és una actriu, cantant i ballarina estatunidenca. És coneguda principalment pel seu treball als escenaris de Broadway, havent rebut dos Premis Tony, un el 2002 pel seu paper de "Millie Dillmount" a Thoroughly Modern Millie i l'altre el 2011 pel seu paper de "Reno Sweeney" in Anything Goes Entre altres crèdits a Broadway té Little Women, The Drowsy Chaperone, Young Frankenstein and Shrek the Musical. A més, protagonitza la sèrie de televisió Bunheads a ABC Family. El seu germà és l'actor Hunter Foster.

## Biografia
Foster va néixer a Statesboro, Geòrgia i es crià a Troy. Als 15 anys va participar en el programa de televisió Star Search i es presentà als càstings de The Mickey Mouse Club. Abandonà l'institut abans de graduar-se (va rebre el diploma després de fer cursos per correspondència) per unir-se a la gira nacional de The Will Rogers Follies, dirigida per Tommy Tune. Assistí durant un any a la universitat, però ho deixà per seguir una carrera al teatre a temps complet. El 2012 rebé un doctorat honorífic de la Universitat Ball State.

### Teatre
El primer paper de Foster a Broadway va ser la suplent de "Sandy Dumbrowski" a Grease el 1996. Posteriorment apareixeria a The Scarlet Pimpernel i a Annie el 1997. El següent paper a Broadway seria el suplent de "Eponine" a Les Misérables el 2000.
L'oportunitat li arribà en una reminisciència de 42nd Street, quan durant els assaigs de la gira pre-Broadway de Thoroughly Modern Millie a La Jolla Playhouse a San Diego, substituí la protagonista, Erin Dilly Qualsevol temor sobre el fet de tenir un nom desconegut al capdamunt del cartell d'una producció de Broadway de gairebé $10 milions es demostraren infundats quan estrenà al Marquis Theatre, amb crítiques molt positives. Foster va guanyar el Premi Tony a la Millor Actriu Protagonista de Musical del 2002, el Premi Drama Desk a l'Actriu Més Destacada i el Premi Outer Critics Circle a l'Actriu Més Destacada en un Musical per la seva actuació.
El 2005, Fostes protagonitzà l'adaptació musical del clàssic de Louisa May Alcott Little Women interpretant a Jo March, amb Maureen McGovern com Marmee, paper pel que Foster rebria una nominació per al Premi Tony. Tornà al Marquis Theatre al maig de 2006 amb The Drowsy Chaperone, una paròdia dels musicals dels anys 20, on interpretava a Janet van de Graaf, una famosa starlet de Broadway que opta per abandonar la carrera als escenaris en favor d'una vida matrimonial, actuació per la qual tornà a ser nominada pels Tony. A continuació protagonitzà l'adaptació musical que Mel Brooks va fer de la seva pel·lícula Young Frankenstein, interpretant a Inga entre octubre del 2007 i juliol del 2009.
Creà el personatge de la Princesa Fiona a Shrek the Musical, que s'estrenà a Broadway el 14 de desembre de 2008; paper que li portà el seu segon Premi Outer Critics Circle a l'Actriu Més Destacada en un Musical, a més de la quarta nominació al Tony a Millor Actriu de Musical. Interpretà la darrera funció el 3 de gener de 2010, quan el show tancà a Broadway. Foster participà en els tallers de lectura d'un nou musical Bonnie and Clyde: A Folktale, en el que el seu germà Hunter escrivia la música.
Foster impartir classes al semestre de primavera a la Tisch School of the Arts de la Universitat de Nova York, començant el gener de 2010, culminant en una actuació de cabaret al Joe's Pub al maig, i al semestre de tardor del 2010, culminant també en una actuació al Joe's Pub titulada "Crazy for Gershwin" (direcció musical de Deborah Abramson). Actualment segueix ensenyant a la Universitat de Nova York. El gener del 2010 realitzà una sèrie de classes magistrals durant una setmana a la Ball State University. A la primavera del 2012 tornà a la Ball State per rebre un Doctorat Honorífic en Arts.
Foster va debutar a l'Off-Broadway a la comèdia "Trust", de Paul Weitz, començant les prèvies el 23 de juliol del 2010, estrenant-se oficialment el 12 d'agost i representant-se fins al 12 de setembre del 2010 al Second Stage Theatre. També hi actuaven Zach Braff, Bobby Cannavale i Ari Graynor.
Recentment ha interpretat a Reno Sweeney al nou revival a Broadway de Anything Goes, que començà les prèvies el 10 de març del 2011 al Stephen Sondheim Theatre, estrenant-se oficialment el 7 d'abril. Per aquest paper Foster guanyà el seu tercer Premi Outer Critics Circle, i els seus segons Premi Drama Desk i Premi Tony. Foster realitzà la darrera funció l'11 de març del 2012, quan va ser substituïda per Stephanie J. Block. Foster abandonà l'escena per rodar una sèrie de televisió, Bunheads, que s'estrenà a ABC Family l'11 de juny del 2012.

### Televisió
El 2007 Foster va aparèixer a Johnny and the Sprites, un musical de titelles i a tres episodis de la sèrie de l'HBO Flight of the Conchords. També protagonitzà un episodi de Law & Order SVU, emès el 3 de març del 2010, davant la comediant Kathy Griffin.
Actualment interpreta el paper protagonista de la sèrie Bunheads. Desenvolupada per Amy Sherman-Palladino, creadora de Gilmore Girls, interpreta l'ex showgirl de Las Vegas Michelle, que de manera impulsiva es casa amb un home, es trasllada a la seva ciutat petita, i comença a donar classes de ballet a l'estudi de ball de la seva nova sogra.

### Actuacions en concert
Wish, primer àlbum en solitari de Foster, va ser publicat per Ghostlight Records al febrer del 2009. Les cançons van del jazz al pop, passant per cabaret i Broadway. El 2010 va realitzar diversos concerts a Boston, Nova York, Chicago, l'Orange County Performing Arts Center in Orange County, California, i Washington, D.C.
Foster protagonitzà com la Nurse Fay Apple a la producció de Anyone Can Whistle al New York City Center's Encores!, que interpretà entre el 8 i l'11 d'abril del 2010.
Foster i Seth Rudetsky participaren una nit en benefici de l'Actors Fund en un concert de They're Playing Our Song el 30 d'agost del 2010 al Gerald W. Lynch Theater, John Jay College, Nova York. El repartiment incloïa a Efé, Kaitlyn Davidson, Alex Ellis, Maynard, Matt Loehr i a Jesse Nager, i estava dirigit per Denis Jones.
Foster actuà al 33rd Annual Kennedy Center Honors, en un homenatge a Jerry Herman, cantant "Before the Parade Passes By."; i l'any següent cantà en un homenatge a Barbara Cook.

## Vida personal
Foster va conèixer l'actor Christian Borle a la universitat, amb el que es casà el 18 de setembre del 2006. Durant una entrevista a la ràdio el 2010 es confirmà que s'havien separat; tot i que segueixen sent amics i continuen donant-se suport professional.
Posteriorment sortí un temps amb l'actor Bobby Cannavale.

## Crèdits

### Teatre
| Year    | Title                                          | Role                                         | Notes                                                                            |
| ------- | ---------------------------------------------- | -------------------------------------------- | -------------------------------------------------------------------------------- |
| 1992    | The Will Rogers Follies                        | Ensemble                                     | National Tour                                                                    |
| 1995    | Grease                                         | Sandy Dumbrowski                             | Replacement; National tour                                                       |
| 1996    | Grease                                         | Sandy Dumbrowski                             | Eugene O'Neill Theatre, Broadway                                                 |
| 1997    | Annie                                          | Star To Be/Dog Catcher Cecille/Ronnie Boylan | Martin Beck Theatre, Broadway                                                    |
| 1997    | The Scarlet Pimpernel                          | Ensemble                                     | Minskoff Theatre, Broadway                                                       |
| 1998    | What the World Needs Now                       | Jennifer                                     | Old Globe Theatre                                                                |
| 1999    | Les Misérables                                 | Eponine (replacement)                        | National Tour                                                                    |
| 2000    | Dorian                                         | Sister Claire                                | Goodspeed Musicals, World Premiere                                               |
| 2000    | Les Misérables                                 | Eponine u/s (replacement)                    | Broadway                                                                         |
| 2000    | Thoroughly Modern Millie                       | Millie Dilmount                              | La Jolla Playhouse                                                               |
| 2001    | The 3hree Musketeers                           | Constance                                    | American Musical Theatre of San Jose                                             |
| 2001    | South Pacific                                  | Nellie Forbush                               | Pittsburgh Civic Light Opera                                                     |
| 2002–04 | Thoroughly Modern Millie                       | Millie Dilmount                              | Marquis Theatre, Broadway                                                        |
| 2002    | Funny Girl                                     | Fanny Brice                                  | New Amsterdam Theatre, New York Actors Fund Concert                              |
| 2003    | Chess                                          | Svetlana                                     | New York Actors Fund Concert                                                     |
| 2004    | Snoopy!!! The Musical                          | Peppermint Patty                             | Peter Norton Symphony Space Benefit Concert                                      |
| 2004    | Me and My Girl                                 | Sally Smith                                  | Pittsburgh Civic Light Opera                                                     |
| 2005    | Little Women                                   | Jo March                                     | Virginia Theatre, Broadway                                                       |
| 2005    | The Drowsy Chaperone                           | Janet Van de Graaf                           | Ahmanson Theatre                                                                 |
| 2006–07 | The Drowsy Chaperone                           | Janet Van de Graaf                           | Marquis Theatre, Broadway                                                        |
| 2007    | Young Frankenstein                             | Inga                                         | Paramount Theatre                                                                |
| 2007–08 | Young Frankenstein                             | Inga                                         | Hilton Theatre, Broadway                                                         |
| 2008    | Shrek The Musical                              | Princess Fiona                               | 5th Avenue Theatre                                                               |
| 2008–10 | Shrek The Musical                              | Princess Fiona                               | Broadway Theatre, Broadway                                                       |
| 2010    | Anyone Can Whistle                             | Nurse Fay Apple                              | New York City Center, Encores!                                                   |
| 2010    | They're Playing Our Song                       | Sonia Walsk                                  | Gerald W. Lynch Theatre at John Jay College, New York Actors Fund Concert        |
| 2010    | Trust                                          | Prudence                                     | Second Stage Theatre, off-Broadway                                               |
| 2011–12 | Anything Goes                                  | Reno Sweeney                                 | Stephen Sondheim Theatre, Broadway                                               |
| 2013    | Violet                                         | Violet Karl                                  | New York City Center, Encores!                                                   |
| 2014    | Violet                                         | Violet Karl                                  | American Airlines Theatre, Broadway                                              |
| 2015    | The Wild Party                                 | Queenie                                      | New York City Center, Encores!                                                   |
| 2016    | Defying Gravity: The Songs of Stephen Schwartz | Performer                                    | Musical revue; Theatre Royal, Sydney                                             |
| 2016–17 | Sweet Charity                                  | Charity Hope Valentine                       | Pershing Square Signature Center, Off-Broadway                                   |
| 2018    | Thoroughly Modern Millie                       | Millie Dilmount                              | Minskoff Theatre; 15th Anniversary Reunion Concert, New York Actors Fund Concert |
| 2018    | My One and Only                                | Edythe Herbert                               | Stephen Sondheim Theatre, Roundabout Theatre Company Benefit                     |
| 2019    | Into the Woods                                 | Baker's Wife                                 | Hollywood Bowl                                                                   |
| 2021    | Anything Goes                                  | Reno Sweeney                                 | Barbican Theatre, London                                                         |
| 2021    | The Music Man                                  | Marian Paroo                                 | Winter Garden Theatre, Broadway                                                  |

Concerts
- They're Playing Our Song com Sonia Walsk (30 d'agost de 2010)
- Anyone Can Whistle (Encores!) com Nurse Fay Apple (8-11 d'abril de 2010)
- Funny Girl (Concert) com Fanny Brice (3 de setembre de 2002)
- Chess (Concert) com Svetlana (22 de setembre de 2003)

Televisió
- Johnny and the Sprites (2007)
- Flight of the Conchords (2007)
- Law & Order: SVU (2010)
- Sesame Street (2011)
- Royal Pains (2012)
- Bunheads (2012)

Discografia
- Anything Goes Broadway Revival Recording
- An Evening with Sutton Foster: Live at the Café Carlyle (2011)
- Wish First Solo Album
- Shrek The Musical Original Cast Recording
- Keys – The Music of Scott Alan
- Young Frankenstein Original Cast Recording
- The Drowsy Chaperone Original Cast Recording
- Little Women Original Cast Recording
- The Maury Yeston Songbook
- Thoroughly Modern Millie Original Cast Recording
- Jule Styne in Hollywood

Tallers
- Carrie, Revival de l'Off-Broadway
- Wicked[54]
- Bonnie & Clyde
- The Circus in Winter (11-12 d'octubre de 2012)

|}

## Premis i nominacions
| Any  | Treball                  | Premi                                                             | Resultat   |
| ---- | ------------------------ | ----------------------------------------------------------------- | ---------- |
| 2002 | Thoroughly Modern Millie | Premi Tony a la Millor Actriu Protagonista de Musical             | Guanyadora |
| 2002 | Thoroughly Modern Millie | Premi Drama Desk Award a l'Actriu Més Destacada en un Musical     | Guanyadora |
| 2002 | Thoroughly Modern Millie | Premi Drama League a l'Actuació Distingida                        | Nominada   |
| 2002 | Thoroughly Modern Millie | Premi Outer Critics Circle a l'Actriu Més Destacada en un Musical | Guanyadora |
| 2002 | Thoroughly Modern Millie | Premi Astaire a la Millor Actriu en un Musical                    | Guanyadora |
| 2005 | Little Women             | Premi Tony a la Millor Actriu Protagonista de Musical             | Nominada   |
| 2005 | Little Women             | Premi Drama Desk Award a l'Actriu Més Destacada en un Musical     | Nominada   |
| 2005 | Little Women             | Premi Drama League a l'Actuació Distingida                        | Nominada   |
| 2005 | Little Women             | Premi Outer Critics Circle a l'Actriu Més Destacada en un Musical | Nominada   |
| 2006 | The Drowsy Chaperone     | Premi Tony a la Millor Actriu Protagonista de Musical             | Nominada   |
| 2006 | The Drowsy Chaperone     | Premi Drama Desk Award a l'Actriu Més Destacada en un Musical     | Nominada   |
| 2006 | The Drowsy Chaperone     | Premi Drama League a l'Actuació Distingida                        | Nominada   |
| 2006 | The Drowsy Chaperone     | Premi Outer Critics Circle a l'Actriu Més Destacada en un Musical | Nominada   |
| 2008 | Young Frankenstein       | Premi Drama League a l'Actuació Distingida                        | Nominada   |
| 2009 | Shrek the Musical        | Premi Tony a la Millor Actriu Protagonista de Musical             | Nominada   |
| 2009 | Shrek the Musical        | Premi Drama Desk Award a l'Actriu Més Destacada en un Musical     | Nominada   |
| 2009 | Shrek the Musical        | Premi Drama League a l'Actuació Distingida                        | Nominada   |
| 2009 | Shrek the Musical        | Premi Outer Critics Circle a l'Actriu Més Destacada en un Musical | Guanyadora |
| 2011 | Anything Goes            | Premi Tony a la Millor Actriu Protagonista de Musical             | Guanyadora |
| 2011 | Anything Goes            | Premi Drama Desk Award a l'Actriu Més Destacada en un Musical     | Guanyadora |
| 2011 | Anything Goes            | Premi Drama League a l'Actuació Distingida                        | Nominada   |
| 2011 | Anything Goes            | Premi Outer Critics Circle a l'Actriu Més Destacada en un Musical | Guanyadora |
| 2011 | Anything Goes            | Premi Astaire a la Millor Actriu en un Musical                    | Guanyadora |
| 2012 | Bunheads                 | Premi Teen Choice a l'Estrella Femenina Debutant                  | Nominada   |